# Salvethymus svetovidovi
Salvethymus svetovidovi è l'unica specie del genere Salvethymus. È endemica del lago El'gygytgyn, nel Circondario autonomo della Čukotka.